# Новиков, Дмитрий Геннадьевич
 Дми́трий Генна́дьевич Но́виков (родился 11 ноября 1966, Петрозаводск) — российский писатель.

## Биография
После окончания петрозаводской средней школы № 17, учился на медицинском факультете Петрозаводского университета. После первого курса служил три года на Северном флоте на крейсере «Адмирал Горшков». С начала 1990-х в течение десяти лет работал в Петрозаводске сначала грузчиком, затем менеджером и директором небольшой собственной торговой компании.
Проживает в Петрозаводске.

## Творчество
Как прозаик дебютировал в Интернете, финалист сетевого литературного конкурса «Арт-Лито» (2000). В 2001 году был принят в Карельский союз писателей.
Первая книга «Танго Карельского перешейка» вышла в 2001 году, в 2002 году состоялась первая публикация в журнале «Дружба народов». Произведения Д. Новикова публиковались в журналах «Новый мир», «Знамя», «Север», «Carelia».
В 2017 году Новиков возглавил Республиканскую общественную организацию «Карельский Союз писателей».
Его рассказы переведены на английский, норвежский, финский, армянский языки. В 2019 году роман «Голомяное пламя», вошедший в шорт-лист «Русского Букера», издан на английском, болгарском и сербском языках.
В 2020 году Национальный театр Республики Карелии осуществил постановку драмы «Голомяное пламя» по одноименному роману Дмитрия Новикова. Автор инсценировки Ольга Погодина-Кузмина. Режиссер Андрей Дежонов. Художник Олег Молчанов.

## Отзывы
Писатель А. Г. Волос отметил рассказ Д. Новикова «Муха в янтаре»:

«Хотелось бы, конечно, прочитать что-нибудь, сравнимое с рассказом Дмитрия Новикова „Муха в янтаре“, оставившим у меня очень сильное впечатление. Но это было ещё в 2002 году».

Писатель В. С. Маканин отметил сборник рассказов Д. Новикова «Муха в янтаре»:

«Он строг и поэтичен. Он хорошо продуман, и всякая строка его энергична. Строка сказочна. Так и хочется воскликнуть, что это уже стиль! Что это преодолённый Бунин!»

На вручении Д. Новикову Новой Пушкинской премии в 2007 г. писатель А. Г. Битов также отозвался о его творчестве:

«Почему Новиков? Всё очень просто — он умеет писа́ть».

## Награды
- Финалист премии сетевой литературы «Арт-Лито 2000»
- Лауреат IV Форума молодых российских писателей (2004)
- Лауреат премии «Вдохнуть Париж» (2004)
- Лауреат премии «Соколофф-приз» (2004)
- Лауреат Новой Пушкинской премии (2007)
- Финалист премии «Баренцфорфлаг» (2008, Норвегия)
- Финалист премии «Чеховский дар» (2010)
- Лауреат премии «Сампо» (2013)
- Заслуженный работник культуры Республики Карелия (2014).
- Лауреат Государственной премии Республики Карелия в области искусства, культуры и литературы (2016)
- Финалист премии «Русский Букер» (2017)
- Лауреат Всероссийской литературной премии имени Фёдора Абрамова «Чистая книга» в номинации «Современная проза» за роман «Голомяное пламя» (2019)[6]